# Latting Observatory

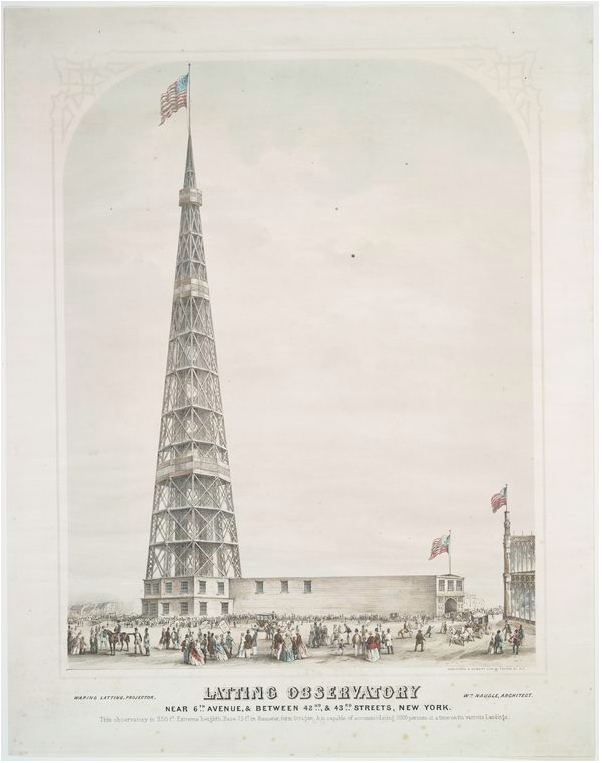
Il Latting Observatory

Il Latting Observatory era una torre di legno nella città di New York, costruita come parte della Mostra del settore delle Nazioni Unite del 1853, adiacente al New York Crystal Palace. Si trovava sul lato nord della 42ª strada tra la Fifth Avenue e la Sixth Avenue, di fronte al sito dell'attuale Bryant Park. Concepito da Waring Latting e progettato dall'architetto William Naugle, l'osservatorio era una torre in legno di forma ottagonale, alta 96 metri confinante con il Crystal Palace, con tre livelli sulla struttura, permettendo ai visitatori di vedere dentro Queens, Staten Island e New Jersey. La torre, più alta della guglia della Trinity Church a 88 metri, era la struttura più alta della città di New York dal momento in cui fu costruita nel 1853 fino a quando bruciò nel 1856. La base della torre era un quadrato di 23 m, che si assottigliava fino 2 m. Poteva ospitare fino a 1.500 persone alla volta.
L'osservatorio di Latting è stato fonte d'ispirazione per la Torre Eiffel.

## Ispirazione per la Torre Eiffel
L'ingegnere Eiffel ha riconosciuto che l'origine dell'idea di una torre di osservazione "proveniva dall'America", ma che la sua torre a Parigi ha migliorato la versione americana in diversi modi. Il Latting Observatory è stato costruito "senza riguardo per la bellezza delle forme e puramente per scopi commerciali" in contrasto con la Torre Eiffel, costruita circa cinquanta anni dopo con attenzione alla forma.

## Descrizione
L'edificio più alto negli Stati Uniti durante la sua breve esistenza, e descritto successivamente come "il primo grattacielo di New York", la base dell'edificio ospitava negozi e tre livelli, a 38, 69 e 91 metri, dove i cannocchiali permettevano ai turisti di sbirciare nei dintorni. Le specifiche originali dell'osservatorio richiedevano l'installazione di un ascensore a vapore per servire tutte e tre le altezze, ma ciò sarebbe stato senza precedenti, poiché l'ascensore più alto allora esistente era alto solo 23 metri. Nessuno dei resoconti della torre menziona ascensori a vapore, e quindi sembrerebbe che non siano mai stati installati. L'ascesa era possibile utilizzando scale a chiocciola con diversi atterraggi intermedi. [3] Annunciando l'apertura dell'osservatorio agli ospiti invitati, il 1 luglio 1853, uno scrittore del New York Times descrisse che "non era preparato per il meraviglioso panorama" che si diceva raggiungesse da 40 a 60 miglia, fornendo una vista incomparabile non disponibile a Londra, a Parigi o in cima alla Grande Piramide di Giza, mentre la torre si erge "in mezzo a un alveare umano, le cui api sono le migliori nell'arnia del mondo". L'ascesa alla cima della struttura è stata descritta come "affaticante, ma migliora la digestione".

## Distruzione
L'edificio fu acquistato dalla Hydeville Marble Works poco dopo la fine della fiera nel 1854; l'impresa ha rimosso i 23 metri più alti della torre un anno dopo. L'osservatorio bruciò in un incendio che iniziò tra mezzanotte e le 1:00 del 30 agosto 1856 in un negozio di un bottaio situato in 49 West 43rd Street. Il fuoco si diffuse rapidamente e attirò spettatori da tutta la città, con fiamme visibili per miglia e miglia. Sebbene l'incendio abbia distrutto più di dodici edifici e diverse famiglie siano rimaste senza casa, non sono stati registrati feriti o decessi correlati all'incidente. La Hydeville Marble Works, che possedeva l'osservatorio, ha subito una perdita di $ 100.000 su merci e strutture, di cui $ 17.500 coperti da quattro diverse compagnie di assicurazione. Il New York Times descrisse l'incendio come "una delle conflagrazioni più distruttive che si sono verificate nella città per lungo tempo ..." con proprietà valutate per un totale di $ 150.000 distrutti, la maggior parte dei quali era rappresentata dalla torre stessa. Il Times descrisse la torre come un "punto di riferimento notevole, grazie al quale il viaggiatore poteva accertare dove si trovasse" e che sarebbe "molto mancato" nonostante il fatto che come investimento fosse "uno stupendo fallimento" che non pagava mai un $ 150.000 di capitale sociale raccolto per erigere la struttura. Gli spettatori temevano che la torre sarebbe caduta e schiacciato il lato nord del Crystal Palace, ma l'osservatorio era bruciato sulla sua base in una "massa di cenere fumanti". Le compagnie di fuoco di Williamsburg e di altre parti di Brooklyn sono state traghettate attraverso l'East River per aiutare a spegnere il fuoco.